# Theresialyceum (Tilburg)
Het Theresialyceum is een katholieke school in het voortgezet onderwijs voor havo, atheneum en gymnasium in Tilburg en valt onder het bestuur van de vereniging Ons Middelbaar Onderwijs (OMO). 
De school telt 1200 leerlingen en 140 medewerkers. De leerlingen van het lyceum zijn afkomstig uit de stad Tilburg (waarbij circa 30% woonachtig is in het westen van de stad, de wijk Reeshof) en omgeving, met name uit Goirle, Berkel-Enschot, Udenhout, Loon-op-Zand en Gilze-Rijen.

## Geschiedenis

### Oprichting
De stopwet van 1923 verhinderde dat nieuwe technische en middelbare scholen in aanmerking kwamen voor rijkssubsidie. Dit leidde ertoe dat de groei van het aantal middelbare scholen in Nederland, en vooral in Brabant, een halt toe werd geroepen. Toch blijft de Vereniging Ons Middelbaar Onderwijs wél groeien, omdat het katholieke onderwijs dat binnen de vereniging wordt gegeven, zich weet te onderscheiden van het openbare onderwijs. Een (meisjes)lyceum in Tilburg kwam er echter niet.

In 1926 ontstond onder aanvoering van Monseigneur Goossens het plan om in Tilburg een driejarige HBS voor meisjes op te richten. In die tijd kende Tilburg op dergelijk onderwijsniveau alleen het St.-Odulphuslyceum. Dit was echter een jongensschool. Toen het plan aan de Zusters van Liefde gepresenteerd werd, raakten zij meteen enthousiast. Ze vernoemden de school naar de in 1925 heilig verklaarde Theresia van Lisieux. Het feit dat het om een driejarige HBS ging, betekende ook dat de Zusters van Liefde zelf de lessen konden verzorgen. De benodigde bevoegdheid was bij veel zusters in het bezit. Aan het toelatingsexamen deden 15 meisjes mee; veertien van hen bleken bekwaam genoeg en startten op 26 september 1926 met de eerste lessen op de St.-Theresia HBS.

Erg succesvol bleken de eerste leerlingen niet te zijn en dus wilde het schoolbestuur in 1928 een mms aan de school toevoegen. Hiertegen kwam veel protest uit de Tilburgse bevolking, die vond dat er een gymnasium voor meisjes in Tilburg moest komen. Het probleem was echter dat er in de congregatie te weinig bevoegde docenten beschikbaar waren en dat de kosten van een gymnasium nóg hoger waren dan die van een HBS. Uiteindelijk kwam het tot overeenstemming door bereidwillige inspecteur voor het gymnasiumonderwijs. Bij Koninklijk Besluit werd de St.-Theresia HBS op 12 maart 1929 een gymnasium. Uiteindelijk werd in 1931 toch een MMS aan de school toegevoegd, zodat sinds 1 september 1931 sprake is van het Theresialyceum.

### Het beeld van gewone MMS en de “Schande van 1948”
Hoewel het Theresialyceum zowel een middelbare meisjesschool (mms) als een gymnasium was, bleef in Tilburg het beeld bestaan van een uitstekende nette middelbare meisjesschool. Al snel oversteeg het aantal mms-leerlingen het aantal gymnasiasten. Op een ouderavond in 1947 werd de school als volgt omschreven: "werkelijk een prachtprogramma voor een meisje, dat niet verder studeert of later een kleine studie wil aanpakken" (Miltner, Plevoets & Verweij, 2001, p. 19). Vakken als Latijn en wiskunde, die voor een meisje te moeilijk zouden zijn, werden maar beperkt onderwezen. Men was van mening dat meisjes zich geestelijk moesten ontplooien. Vakken als (kunst)geschiedenis, moderne vreemde talen en aardrijkskunde werden belangrijker gevonden. Ook werd tot het eindexamen lesgegeven in opvoedkunde en handwerken; vakken in de vrouwelijke aard.

Pas begin 1948 wordt de overheidssubsidie geregeld als de mms'en voor de wet als gelijkwaardig aan de overige middelbare scholen worden gesteld. Tot dan toe kan de instandhouding van het Theresia als liefdadigheidswerk van de zusters worden beschouwd.
Later in 1948 kwam het Theresialyceum negatief in het nieuws. Dit zou een van de zwarte bladzijdes uit de geschiedenis worden. Tilburg stond op zijn kop, want geen enkele gymnasium-examenkandidaat slaagde in het eerste tijdvak. De CPN noemt de school in haar partijkrant de achterlijkste school van Nederland. Bij het ministerie wordt direct opheldering gevraagd over het Theresia. Gelukkig voor de school blijft de overheidssubsidie gehandhaafd, omdat de slagingspercentages van de mms wel behoorlijk waren. Het daaropvolgende schooljaar meldden zich slechts 40 leerlingen aan voor het nieuwe schooljaar. Rectrix Zuster Clementina trad af.

### Secularisering en modernisering
De katholieke signatuur blijft tot het eind van de jaren zestig een prominente rol spelen in het schoolleven van alledag. Het schooljaar wordt geopend en afgesloten met een eucharistieviering in de kerk, docenten zijn verplicht belijdend katholiek, typisch katholieke feestdagen leveren een vrije dag op, ieder klaslokaal heeft een eigen kruisbeeld, de school heeft een eigen kapel, er zijn schoolretraites en lang is er een gebed vooraf aan de lessen. Midden jaren zestig treedt de secularisering gestaag in. De religieuze naam wordt afgelegd en het St. Theresialyceum heet voortaan Theresialyceum.

In het licht van de secularisering treedt in 1970 ook de eerste niet-zuster aan als rector. Fried Colen, tot dan toe conrector van het Thomas a Kempiscollege in Arnhem, nam de taak op zich en wist al in 1971 een atheneum toe te voegen aan de school. Het Odulphuslyceum had besloten om naast jongens ook meisjes toe te laten. Dit leverde toelatingsproblemen op en daarom werden in september 1971 de eerste jongens op het Theresialyceum toegelaten. De modernisering van de school leek een nieuwe weg ingeslagen.

### Rectoren
1926-1945: Zuster Dominicus Bootsma

1945-1950: Zuster Clementiniana Hamers

1950-1964: Zuster Wilhelma de Jong 

1964-1969: Zuster Mediatrix Hoes

1970-1994: Dhr. drs. G.A.G. (Fried) Colen

1994-2003: Dhr. drs. R.C.H.M. (Rob) van den Nouweland

2003-2004: Dhr. J.H.C. (Jan) Boeijen (waarnemend)

2004-2008: Mw. drs. M.J.C. (Marijke) Broodbakker

2008-2009: Dhr. drs. A.P.J.M. (Fons) Plevoets (waarnemend)

2009-2020: Dhr. mr. T.J. (Tomas) Oudejans

2020-2023: Mw. F.G.A. (Cisca) Zweers - van Toer 
2023- heden: Mw. L. (Lisette) Verstegen 

## Onderwijs

### Driejarige brugperiode
De school hanteert een havo-vwo brugperiode van drie leerjaren. Pas na het derde leerjaar kiezen de leerlingen voor de afdeling havo, atheneum of gymnasium. Tevens kiezen zij dan hun profiel.

### TOM-programma voor hoogbegaafden
Aan alle leerlingen die dat aan kunnen en die op basis van een NIO-test blijk geven van meer- of hoogbegaafdheid, biedt het Theresialyceum een Traject op Maat (TOM) aan. Dit houdt in dat zij van bepaalde lessen vrijstelling krijgen om een eigen programma te volgen. In de praktijk is dit programma gericht op meer begaafde leerlingen die snel van begrip zijn, weinig instructie nodig hebben en meer leerstof aan kunnen dan het reguliere curriculum biedt, maar op hen die onderpresteren vanwege leerproblemen als dyslexie, sociaal isolement, verveling of problemen thuis.
In schooljaar 2009-10 volgen circa 250 leerlingen het TOM-programma in meer of minder intensieve mate. Dit is 18% van alle leerlingen.

Mede vanwege de activiteiten die gericht zijn op leerlingen van groep 8 van de basisschool geniet de school om het TOM-project regionale bekendheid.

In 2008 is de school het predicaat “begaafdheidsprofielschool” toegekend.

### Schrijversdag
Ieder jaar organiseert de school een of twee schrijversdagen voor de onderbouw. In 2009 won het Theresialyceum hiervoor de Onderwijsprijs Brabant. Meer dan 100 verschillende jeugdboekenauteurs hebben de school inmiddels bezocht. In februari 2010 vond de jubileumeditie (20 jaar) van de schrijversdag plaats.

### Internationalisering
Sinds 1992 maakt het Theresialyceum deel uit van een netwerk van inmiddels 24 Europese scholen uit 24 landen, die zich verenigd hebben in de Euroweek. Het Euroweekproject is in 1992 gestart door de Belgische leraar Jean-Pierre van Wijnsberghe, die de overtuiging had dat er meer begrip en tolerantie in Europa zou komen door jonge mensen met elkaar in contact te brengen. Hij nodigde uit ieder land dat lid was van de EU een school uit en organiseerde de eerste Euroweek in Kain, België.
Het Theresialyceum heeft de Euroweek tweemaal georganiseerd: in 1995 en in 2006.
Het Theresialyceum heeft ook sinds 2017 het predicaat European Parliament Ambassador School. Dit predicaat heeft het Theresialyceum gekregen door het geven van de module Europese Eenwording. Deze module is bedoeld voor de leerlingen van 5 VWO en om de twee jaar doen de leerlingen die dat jaar in de module zitten en de leerlingen van 6 VWO die het jaar daarvoor in de module zaten mee aan het EUROSCOLA-project in Straatsburg.

## Gebouwen

### Prof. Cobbenhagenlaan

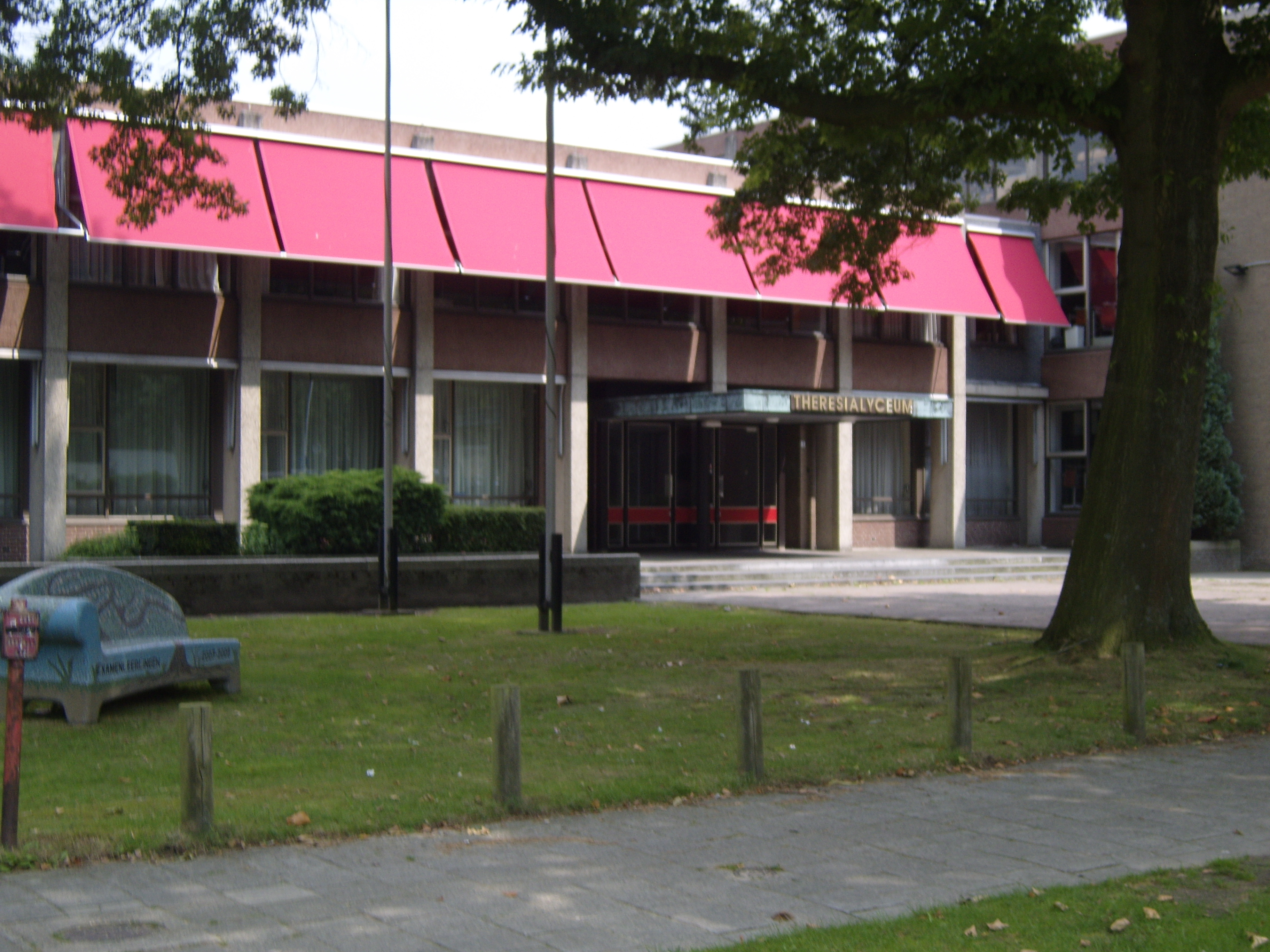
De hoofdingang van het huidige schoolgebouw aan de Prof. Cobbenhagenlaan anno 2008

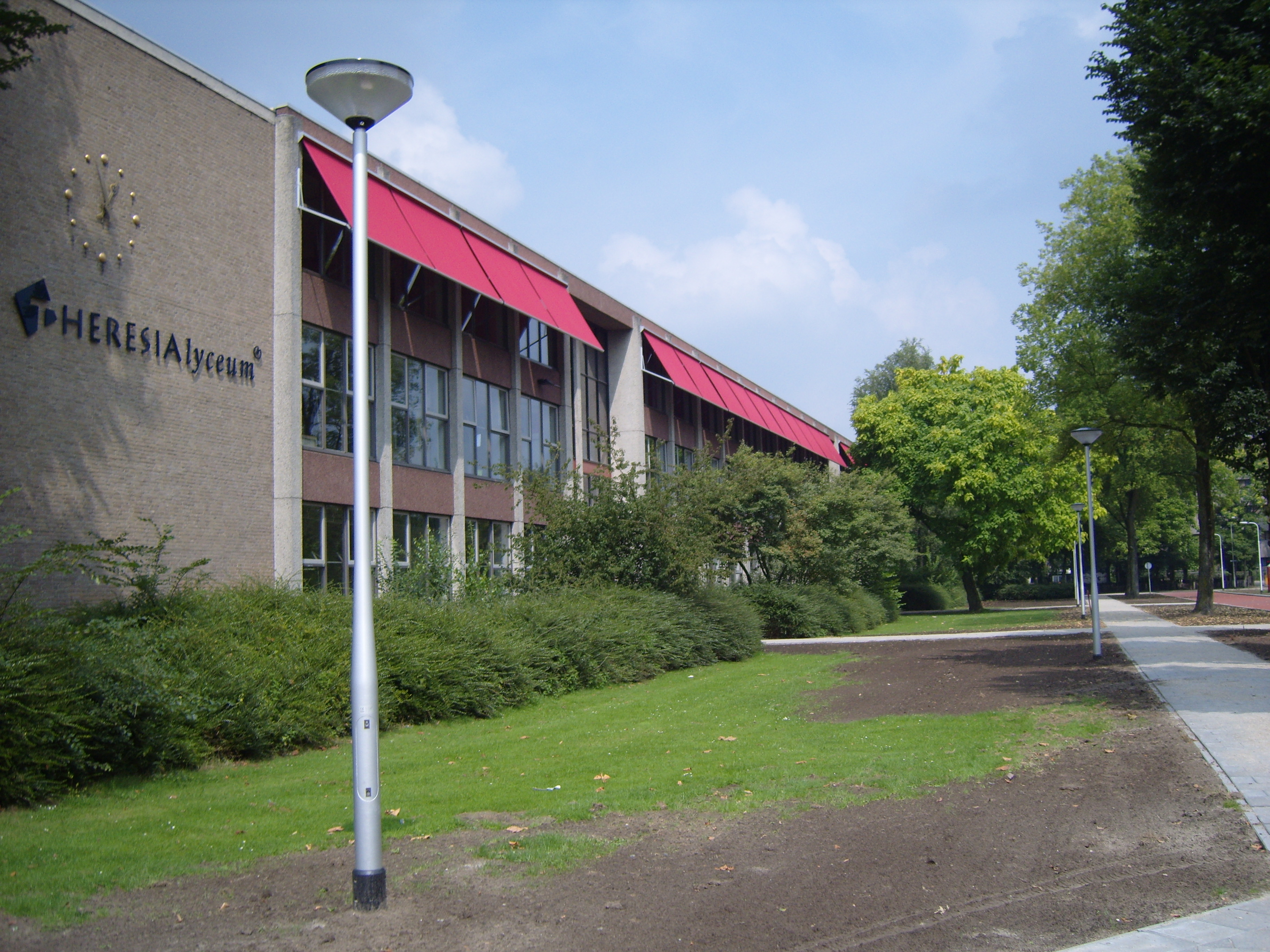
Het zijaanzicht aan de oostkant van het gebouw anno 2008. Duidelijk zichtbaar zijn de in 1981 aangebracht panelcraft-platen.

#### Geschiedenis
Begin jaren zestig was het leerlingenaantal opgelopen tot ongeveer 900 leerlingen. Het gebouw aan de Oude Dijk barstte bijna uit zijn voegen en daarom gaven de zusters in 1961 aan bureau Taen, Nix en Van Hasselt de opdracht een nieuw schoolgebouw te ontwerpen. Het gebouw was gepland op een kale vlakte in De Reit in Tilburg West: de Prof. Cobbenhagenlaan. Langs deze nieuwe boulevardachtige weg zouden die tijd ook gebouwen van de Universiteit van Tilburg (toen: Katholieke Hogeschool) en de Opstandingskerk verrijzen. Omdat het St.-Theresialyceum inmiddels was toegetreden tot Ons Middelbaar Onderwijs, hoefden de zusters slechts de bouw van de kapel met sacristie en biechtstoelen zelf te financieren. In 1963 werd met de bouw gestart. In 1965 werd onder een luide stoet de school verhuisd van de Oude Dijk naar het nieuwe gebouw.

Al in 1966 werd onder leiding van huisarchitect Jan Jansen gestart met een eerste uitbreiding. Na de verbouwing had het gebouw 18 theorielokalen, 11 vaklokalen en 2 gymzalen. Ook was er een ondergrondse fietsenstalling gerealiseerd. Vanaf eind jaren tachtig veranderden een aantal dingen aan de inrichting. De ondergrondse fietsenstalling werd omgebouwd tot overblijfruimte voor de leerlingen (‘de benedenfoyer’), de kapel werd een heuse mediatheek, er kwam een technieklokaal en er kwamen enkele computerlokalen.

In 1995 kwam er een nieuwe grote uitbreiding. Aan de westkant van het gebouw werd een auditorium gebouwd, met daarbij een paar lokalen en werkplekken. Al in 2003 werd deze studiezaal omgetoverd in de nieuwe mediatheek met entresol voor de computers en worden de twee lokalen omgebouwd tot computerlokalen. De voormalige kapel, waar tot dan de mediatheek was gevestigd, werd de nieuwe personeelskamer. In 2004 werden er op de 'buitenplaats' twee noodlokalen geplaatst om het lokalentekort op te vangen. Daardoor heeft de school nu een vloeroppervlak van ongeveer 10.000 vierkante meter.

#### Architectuur
Bij het ontwerp van het gebouw kozen de zusters voor een uitstraling die zou passen bij de twee hoofdfuncties van een school: onderwijs en opvoeding. Functionaliteit, transparantie en een mate van soberheid zijn kernwoorden van het ontwerp. Aan de buitenkant werd dat zichtbaar in de betonnen kolommen die de gevel zijn toenmalige uitstraling gaven. In 1981 werden de gevels bekleed met een 'panelcraft'-beplating, afgewerkt met grove kiezel in lichtgrijs en roodbruin. Hierdoor werd het gebouw niet minder sober, maar wel iets vrolijker.

Binnen was er veel ruimte. De grote open centrale hal, met aan de noordzijde een grote, hoge, glazen glaswand is hier een voorbeeld van. Ook kwam er in de loop der jaren steeds meer kunst. Een vrolijke muurschildering in de bovenfoyer; een wandtapijt van Theo Mols in de hal; de houten vogel in de hal. Verdere bijzondere objecten zijn het glas-in-lood in de voormalige kapel en de bijzondere dakopbouw in de centrale hal.
In 2010 rees een grote aanbouw aan de hal van het Theresialyceum: de wintertuin. Deze grote glazen ruimte moest dienen als extra overblijfruimte voor de leerlingen. De constructie kan het best met een soort aquarium worden vergeleken, omdat de ruimte volledig uit een stalen raamwerk met glas bestaat. De wintertuin beslaat een deel van de oorspronkelijke wintertuin binnenplaats, maar deze is nog steeds toegankelijk voor leerlingen.

## Leerlingenorganen

### Leerlingenraad
De Leerlingenraad op het Theresialyceum is een overlegorgaan tussen de schoolleiding en de leerlingen. De raad wordt gevormd door een afvaardiging van leerlingen uit alle klassenlagen. Doel is het laten horen van de stem van de leerling en te komen tot een leefbare school. De Leerlingenraad houdt zich puur bezig met 'beleidszaken'. Overleg over de werkdruk, indeling van toetsweken en eisen van leerlingen aan het gebouw staat centraal. Met uitzondering van de Docent van het jaar-verkiezing worden festiviteiten georganiseerd door SIAM©, de feestcommissie van het Theresialyceum.

### Trésor
De Trésor is vanaf de jaren zestig de schoolkrant van de school. In het najaar van 2005 ontstond er een rel rond het blad, omdat de schoolleiding de verspreiding van het winternummer verbood. Er zouden een tot verkeerd gedrag aansporend artikel en een onwenselijke uitspraak van een van de docenten instaan. De redactie was hier erg kwaad om en publiceerde de editie alsnog via internet.

## Bekende oud-leerlingen
- Jozien Bensing, directeur van het Nederlands Instituut voor Onderzoek van de Gezondheidszorg (NIVEL) en hoogleraar Klinische Psychologie en Gezondheidspsychologie aan de Universiteit Utrecht (eindexamen 1967)
- Tristan Bierenbroodspot (1988), golfer
- Charlotte Caspers, kunstenaar en restaurator
- Deborah Gravenstijn, judoka en medaillewinnares OS 2004, 2008
- Raymond van de Klundert, schrijver onder het pseudoniem Kluun (eindexamen 1982)
- Bas Mesters (1965), journalist, schrijver, cultuurhistoricus
- Margriet Sitskoorn, neuropsycholoog en hoogleraar Klinische Neuropsychologie aan de UvT
- Alette Sijbring, waterpoloster, olympisch kampioen 2008 (eindexamen 2000)
- Arend Steenbergen, scenarist en regisseur van o.a. de film Don (eindexamen 1983)
- Judith Swinkels, Kamerlid voor D66
- Brian, Remi en Willy Tjon Ajong, leden van de band Green Lizard
- Domien Verschuuren, deejay bij 3FM (eindexamen 2005)
- Emile Luijben, technisch vlogger onder de naam "Master Milo" [3]